# Gama Velorum
Gama Velorum (γ Velorum, γ Vel, Gama Vel) je vícenásobná hvězda v souhvězdí Plachet. S jasností 1,83 magnitudy je jednou z nejjasnějších hvězd na obloze a zároveň obsahuje nejbližší a nejjasnější Wolfovu–Rayetovu hvězdu.

## Složky
Systém Gama Velorum obsahuje nejméně čtyři hvězdy, rozdělené do dvou hlavních párů. Jasnější γ2 Velorum nebo γ Velorum A je spektroskopická dvojhvězda složená z:
- Modrý veleobr spektrální třídy O7.5 s hmotností přibližně 30 M☉.
- Wolfova–Rayetova hvězda (WR) třídy WC8 s hmotností přibližně 9 M☉. Tato hvězda je Slunci nejbližší Wolfovou–Rayetovou hvězdou a v její atmosféře dochází k intenzivnímu odtoku hmoty ve formě hvězdného větru.

Tato dvojice obíhá kolem sebe s oběžnou dobou 78,5 dne v průměrné vzdálenosti odpovídající 1 AU.
Druhý pár γ1 Velorum je také spektroskopická dvojhvězda, kde je pozorována složka třídy B2III. Tento pár je vzdálen od γ2 přibližně 41 ″.

## Vzdálenost
Hvězda Gama Velorum je dostatečně blízko na to, aby byla změřena její paralaxa, která naznačuje vzdálenost 336 pc. Interferometrická měření provedená pomocí VLTI však naznačují větší vzdálenost, přibližně 368 pc.

## Budoucnost
Wolfova–Rayetova hvězda γ2 Velorum pravděpodobně exploduje jako supernova typu Ib v průběhu několika milionů let. Tento systém patří mezi nejbližší kandidáty na supernovu vzhledem k Zemi.

## Etymologie
Starší tradiční arabský název hvězdy, Suhail al Muhlif, znamená „věrný“ nebo „ten, kdo přísahá“. Modernější název Regor, který vznikl jako pocta astronautovi Rogeru Chaffeeovi, byl vytvořen astronautem Apolla 1 Gusem Grissomem jako vtipné pozpátku obrácení jména kolegy Rogera Chaffeeho a je jedním z mála jmen hvězd, která vznikla v moderní době. Mezinárodní astronomická unie však žádné tradiční jméno hvězdě γ Vel neschválila.